# Simone Barone
Simone Barone, född 30 april 1978 i Nocera Inferiore, är en italiensk fotbollstränare och tidigare fotbollsspelare. Han tränar för närvarande Modenas juniorlag.

## Spelarkarriär
Simone Barone kom som ungdomsspelare till Parma och gjorde sin a-lagsdebut 4 maj 1997 mot Atalanta. Efter bara två matcher lånades han ut, först till Padova och sedan till Alzano Virescit.
Sommaren 2000 köpte Chievo halva Barones kontrakt och han kom att tillbringa de kommande två säsongerna med ”de flygande åsnorna”. 2002 återvände han till Parma.
Den 16 juli 2004 köpte Palermo Barone för fem miljoner euro. Barone var en del av laget som kvalificerade sig för spel i Uefacupen 2006. 
I augusti flyttade Barone till Serie A-nykomlingen Torino, där han stannade i tre år. När klubben åkte ur Serie A 2009 flyttade Barone istället till Cagliari. Efter bara fem starter och ytterligare elva inhopp bröt Cagliari Barones kontrakt 2010.
Efter att ha varit klubblös i ett år skrev Barone på för en säsong med Livorno 28 juli 2011.

### Landslag
Barone debuterade för Italiens landslag 18 februari 2004 i en 2–2-match mot Tjeckien. Han var sedan en del av det italienska landslag som vann VM 2006. Barone spelade i två matcher, båda som inhoppare.

## Tränarkarriär
2013 inledde Barone sin tränarkarriär i Modenas ungdomsverksamhet. Samma sommar tog han över klubbens primaveralag.

## Meriter
- Världsmästare: 1.

Italien: 2006.